# William Kitchen Parker
William Kitchen Parker (* 23. Juni 1823 in  Dogthorpe bei Peterborough; † 3. Juli 1890 in Cardiff) war ein britischer Zoologe und Anatom. Er war Hunterian Professor am Royal College of Surgeons of England.

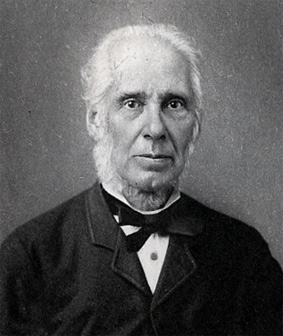
William Kitchen Parker in den 1880er Jahren

Parker war der Sohn eines kleinen Farmers und Methodisten und ging auf die heimische Dorfschule und kurze Zeit auf die Grammar School in Peterborough. Mit 15 Jahren ging er in Stamford in die Apothekerlehre und drei Jahre später wurde er Lehrling eines Arztes und Chirurgen in Market Overton. Schon als Jugendlicher interessierte er sich für Vogelbeobachtung und erwarb eine gute Kenntnis von Botanik und Anatomie durch private Fortbildung und Sezieren von Tieren während seiner Ausbildung. 1844 bis 1846 studierte er am King’s College London und vollendete seine Ausbildung 1846/47 am Charing Cross Hospital mit dem LSA (Lizenz der Apotheker-Gesellschaft von London, damals der übliche Medizinerabschluss in London). 1849 eröffnete er eine Praxis in Pimlico  und heiratete Elizabeth Jeffery (gestorben 1890), mit der er vier Söhne und drei Töchter hatte. Aufgrund seiner wissenschaftlichen Leistungen erhielt er ein Stipendium der Royal Society, deren Fellow er 1865 wurde und deren Royal Medal er 1866 erhielt. 1873 wurde er Professor für vergleichende Anatomie am Royal College of Surgeons, zuerst zur Unterstützung des krankheitshalber ausgefallenen William Henry Flower. Danach waren sie beide dort Professoren. Dazu wurde er zunächst Mitglied des Royal College of Surgeons. 1883 gab er seine Praxis auf und erhielt ab 1889 eine staatliche Pension. Er starb bald nach dem Tod seiner Frau, der ihn schwer traf, als er seinen Sohn in Cardiff besuchte und liegt in Wandsworth begraben.
Er ist vor allem für seine Studien zur vergleichenden Anatomie des Skeletts von Wirbeltieren bekannt. Besondere Aufmerksamkeit fand er durch Widerlegung einer Theorie der Knochenentstehung von Robert Owen, der noch einer idealistischen Schule anhing, die ähnlich wie bei Johann Wolfgang von Goethe von einem Urtypus des Knochenbaus von Wirbeltieren ausging. Das war schon 1858 von Thomas Henry Huxley (der ein großes Vorbild von Parker war, der seinen Sohn nach ihm benannte) in seiner Croonian Lecture vor der Royal Society aufgrund embryologischer Beobachtungen kritisiert worden. Parker setzte das fort und  untersuchte speziell die Entwicklung der Schädel und Schulterknochen der Wirbeltiere beginnend bei Fischen.
Er war auch Experte für Foraminiferen und studierte den Flugapparat von Vögeln (und von Archaeopteryx).
Sein Sohn Thomas Jeffery Parker wurde Professor für Zoologie und vergleichende Anatomie an der University of Otago in Neuseeland und sein Sohn William Newton Parker Professor für Biologie am University College Cardiff. Ein weiterer Sohn war Zeichner und Lithograph und der vierte Arzt.
1871 bis 1873 war er Präsident der Royal Microscopical Society. 1885 erhielt er die Baly Medal des Royal College of Physicians. 1864 wurde er Ehren-Fellow der Zoological Society.

## Schriften
- mit William Benjamin Carpenter, Thomas Rupert Jones: Introduction to the study of Foraminifera. Ray Society, London 1862
- mit G. T. Bettany: The morphology of the skull. London 1872 (von Bettany aus den Abhandlungen von Parker zusammengestellt)[3]
- A monograph on the structure and development of the shoulder-girdle and sternum in the vertebrates. Ray Society, London 1868